# Projekt MPSV07
Das Projekt MPSV07 beschreibt eine Schiffsklasse des russischen Verkehrsministeriums. Die Rettungs- und Bergungsschiffe werden für Patrouillenfahrten und Rettungseinsätze eingesetzt.

## Geschichte
Der Schiffstyp wurde vom Marine Engineering Bureau entworfen. Zunächst wurden im Auftrag der russischen State Marine Pollution Control Salvage & Rescue Administration (SMPCSA) vier Einheiten auf der Newski-Werft für das russische Verkehrsministerium gebaut. Im Juni 2021 wurde eine fünfte Einheit des Typs bei der Schiffswerft Selenodolsk bestellt.

## Beschreibung
Die Schiffe sind als Rettungs- und Bergungsschiffe konzipiert und werden unter anderem zur Unterstützung und in Notfällen im Bereich der Fischerei und der Offshore-Öl- und Gasindustrie eingesetzt. Für Hilfseinsätze sind sie mit Pumpen ausgestattet, um Wasser aus vollgelaufenen Bereiche anderer Schiffe abzupumpen. Sie sind auch für die Brandbekämpfung ausgestattet und für die Bekämpfung von Ölunfällen ausgerüstet. Hierfür stehen unter anderem Tanks mit einer Kapazität von 668 m³ für die Aufnahme von abgesaugtem Öl zur Verfügung. Die Schiffe können außerdem als Schlepper genutzt werden. Der Pfahlzug beträgt 70 t.
Die Schiffe sind mit Sonaranlagen zur Untersuchung des Meeresbodens und zum Auffinden von Wracks in Tiefen bis zu 1000 m ausgerüstet. Weiterhin können sie als Plattform für Tauchereinsätze in Tiefen bis zu 300 m genutzt werden.
Die Schiffe verfügen über einen dieselelektrischen Antrieb mit vier Wärtsilä-Dieselmotoren des Typs 8L20 mit jeweils 1440 kW Leistung, die vier Generatoren für die Stromerzeugung antreiben, und zwei Steerprop-Propellergondeln des Typs SP45D/L3600 mit jeweils einem Elektromotor mit 2060 kW Leistung. Weiterhin stehen ein von einem Dieselmotor mit 300 kW angetriebener Hafengenerator sowie ein von einem Dieselmotor mit 136 kW Leistung angetriebener Notgenerator zur Verfügung. Die Schiffe sind mit zwei mit jeweils 995 kW Leistung angetriebenen Bugstrahlrudern ausgestattet.
Im Achterschiffsbereich stehen zwei Krane zur Verfügung, die jeweils 20 t heben können. An Deck können sechs 20-Fuß-Container mitgeführt werden.
Die Schiffe können bis zu zwanzig Tage auf See bleiben. Der Rumpf der Schiffe ist eisverstärkt (Eisklasse Arc5).
Die Schiffe sind für eine 20-köpfige Schiffsbesatzung eingerichtet, für die Einzelkabinen zur Verfügung stehen. Darüber hinaus stehen zwölf Einzelkabinen für zusätzlich eingeschifftes Personal wie beispielsweise Techniker sowie zwei Doppelkabinen als Reserve zur Verfügung. Bei Rettungseinsätzen können weitere 69 Personen an Bord untergebracht werden. An Bord steht eine Krankenstation mit sechs Betten zur Verfügung.

## Schiffe
| Projekt MPSV07         | Projekt MPSV07     | Projekt MPSV07 | Projekt MPSV07                                        |
| Bauname                | Bauwerft Baunummer | IMO-Nummer     | Kiellegung Stapellauf Ablieferung                     |
| ---------------------- | ------------------ | -------------- | ----------------------------------------------------- |
| Spasatel Karev         | Newski-Werft 701   | 9497531        | 22. September 2009 23. November 2010 25. Oktober 2012 |
| Spasatel Kavdejkin     | Newski-Werft 702   | 9593933        | 6. April 2010 29. Juli 2011 19. Juli 2013             |
| Spasatel Zaborshchikov | Newski-Werft 703   | 9593945        | 17. Mai 2010 22. Juni 2012 17. Dezember 2013          |
| Spasatel Demidov       | Newski-Werft 704   | 9681443        | 25. April 2013 12. August 2014 4. Dezember 2015       |
|                        | Selenodolsk-Werft  |                | 29. Oktober 2021                                      |